# Ronalda
 (mai 2017).
 (octobre 2009).
Liliana Catia dos Santos Aveiro dit Ronalda est une chanteuse portugaise.

## Biographie
Ronalda est née le 5 octobre 1976 sur l'île de Madère (Funchal, Portugal). À 15 ans, elle participe à "Funchal a cantar" et termine à la 2e place. Les qualités musicales de cette jeune femme ont été confirmés.
Originaire d'une famille nombreuse, Ronalda est la sœur de Cristiano Ronaldo. Il a été d'ailleurs un des plus grands stimulateurs de la carrière de sa sœur, l'influençant et en la poussant pour la concrétisation d'un rêve.
En 2005, c'est la sortie de Pronta p'ra te amar, son premier album. Pronta p'ra te amar est composé de 12 titres, entre autres, “Para toda a vida”, “Só me entrego por amor”, “Eu não volto a chorar”, “Lembra-te de mim (quem eu era)”.
L'année suivante, elle réédite "Pronta p'ra te amar" inclut le single "Portugal Mundial 2006", une chanson pour supporter la Selecção Portuguesa qui participera à la Coupe du monde de football de 2006. Ce single a eu son succès durant cette année-là.
2007 est l'année de sortie de Esperança son 3e album. Inclus dans cet album, nous trouvons un sujet émouvant et profond, que Ronalda consacre à son père “Vivo na esperança de te ver”. Cet hommage a été écrite par Ronalda, elle-même ainsi que par son frère Cristiano. Un titre également disponible en anglais, Hope to see you.
Esperança est un album essentiellement romantique, composé de 10 titres, qui contient un message d'espoir et de passion vive et amour intense. On ne trouve pas seulement des ballades dans cet album, mais aussi d'autres sonorités également présentes dans les chansons bien rythmées et latines, tels que Serás meu ou Sempre te dei amor ou encore Eu não te escolhi.
En 2008 elle sort son dernier album "De Corpo e Alma". Elle met également sa carrière entre parenthèses pour s'occuper du nouveau magasin CR7 à Lisbonne.
Mariée à José Pereira depuis de nombreuses années, leur enfant Rodrigo est encore un bébé quand ils décident de divorcer. Début 2009 ils  se reprennent leur relation arrêtée quelques années auparavant. Et le 17 février 2010 elle accouche de leur deuxième petit garçon prénommé Dinis en hommage au père de la chanteuse décédé en 2005.
En 2014, elle intègre "Supervivientes" la version espagnole de "Survivor" pour célébrité. Elle y declarera le 15 avril être célibataire.

## Albums
Actuellement 4 albums à son actif.
- Pronta p'ra te amar (2005) composé de 12 titres.
- Pronta p'ra te amar (2006) réédition du premier album + un titre bonus.
- Esperança (2007) composé de 10 titres.
- De Corpo e Alma (2008) composé de 11 titres